# Взлом
„Взлом“ (на английски: Breaking In) е американски екшън трилър от 2018 г. на режисьора Джеймс Мактиг, с участието на Габриел Юниън, която също продуцира филма с Уил Пакър, Джеймс Лопез, Крейг Пери и Шийла Тейлър. Снимките започват през юли 2017 г. в Южна Калифорния – Лос Анджелис и Малибу. Премиерата на филма е на 11 май 2018 г.

## Актьорски състав
| Актьор          | Роля          |
| --------------- | ------------- |
| Габриел Юниън   | Шон Ръсел     |
| Били Бърк       | Еди           |
| Ричард Кабрал   | Дънкан        |
| Аджиона Алексус | Джазмин Ръсел |
| Леви Мийдън     | Сам           |
| Сет Кар         | Глоувър Ръсел |
| Марк Фърз       | Питър         |
| Джейсън Джордж  | Джъстин Ръсел |
| Криста Милър    | Маги Харис    |
| Дамиен Лийк     | Айзък         |

## В България
В България филмът е излъчен за първи път на 6 декември 2021 г. по „Би Ти Ви Синема“ в понеделник от 21:00 ч.
| Озвучаващи артисти  | Гергана Стоянова Елена Бойчева Борис Кашев Сотир Мелев Станислав Димитров |
| Преводач            | Вилма Карталска                                                           |
| Тонрежисьор         | Сибин Златарев                                                            |
| Режисьор на дублажа | Добрин Добрев                                                             |